# Esquisse pour une auto-analyse
 (juin 2017).
Pour les articles homonymes, voir Auto-analyse (homonymie) et Esquisse (homonymie).
Esquisse pour une auto-analyse est le dernier ouvrage écrit par Pierre Bourdieu. Bourdieu y tente une auto-socioanalyse de sa carrière scientifique.

## Démarche
Esquisse pour une auto-analyse reprend une partie du contenu et la démarche du dernier chapitre d'un précédent ouvrage de l'auteur : Science de la science et Réflexivité. En effet Esquisse pour une auto-analyse est le titre dudit dernier chapitre. Dans ce chapitre, Bourdieu entamait une démarche qu'il qualifie de « réflexive » : afin de donner à comprendre son travail scientifique au public, il entend proposer une analyse de son parcours. Dans ce but, il dit s'obliger à « retenir tous les traits qui sont pertinents du point de vue de la sociologie, c'est-à-dire nécessaires à l'explication et à la compréhension sociologique, et ceux-là seulement ». Bourdieu écarte toute comparaison avec une entreprise biographique : pour lui, ce genre est illusoire car il prétend attribuer a posteriori une cohérence à un parcours individuel, cohérence qui en réalité n'existe que sur le papier.
Bourdieu revient sur les conditions qui l'ont conduit à l'étude de la sociologie. Pour ce faire, Bourdieu juge nécessaire de commencer par la présentation du « champ scientifique » dans lequel il est entré dans les années 1950. À cette époque, la sociologie constituait une discipline largement dominée par la philosophie. Bourdieu décrit son évolution dans l'internat de province, puis dans la khâgne, puis dans le milieu académique de l'École normale supérieure, enfin au Collège de France. Il relate ses relations, sur le plan académique et affectif, avec certains des membres du champ des sciences sociales dont Raymond Aron, Georges Canguilhem, mais aussi Claude Levi-Strauss et Paul Lazarsfeld. Il évoque l'évolution du rapport qu'il a entretenu avec la philosophie de Jean-Paul Sartre, expliquant notamment en quoi il a construit son travail scientifique contre la figure sartrienne de « l'intellectuel total ». S'il n'est pas rare qu'il soit comparé à Jürgen Habermas, Michel Foucault ou Jacques Derrida, Bourdieu indique que de tels auteurs étaient très secondaires dans sa recherche personnelle par rapport à des chercheurs comme William Labov ou Charles Tilly.
Il explique aussi en quoi son séjour en Algérie, au contact des soldats français et des Algériens, a influencé sa méthode de recherche, notamment par l'adoption de techniques ethnographiques : photographies, utilisations de plans, observations, enquêtes et entretiens sur le terrain, etc. Concernant le rapprochement qu'il opère entre les enquêtes menées en Algérie et son Béarn natal, Bourdieu rend compte des difficultés qu'il a eu pour interroger ses familiers et ses proches. Bourdieu revient également sur son rapport dual à l'institution scolaire, à l'aune de son expérience en internat. Il évoque le groupe de chercheurs avec qui il a travaillé autour de la revue Actes de la recherche en sciences sociales. 
De manière assez peu ordinaire dans ses travaux, Bourdieu désigne quelques traits de son « habitus » qui ont pu le mener à prendre telle ou telle position ou décision durant sa trajectoire scientifique. Ainsi son « tempérament bagarreur », lié d'après lui aux « particularités culturelles » de sa région béarnaise d'origine, et sa « vision réaliste » du monde qu'il explique par son expérience de l'internat, bien différente de « l'expérience protégée » vécue par les enfants élevés dans les « milieux bourgeois ». Dans le but d'éclairer la formation de dispositions associées à sa position d'origine, Bourdieu écrit quelques pages sur sa famille et évoque son père, d'origine très modeste et très travailleur, qui fut un modèle pour lui.

## Manques et absences
Il ne revient pas sur son expérience de professeur de philosophie à Moulins. Dans Rencontres avec Pierre Bourdieu (dirigé par G. Mauger), Jean Lallot relate dans la première contribution du volume (Pablo), un épisode lorsque Bourdieu était son professeur de philosophie : il entreprend de leur faire étudier le Manifeste du Parti communiste, ce qui déclenche un micro-scandale et Bourdieu se sert de cet évènement dans un passage des Héritiers.
Plusieurs collaborateurs de Bourdieu ont par la suite contribué à des ouvrages dans lesquels ils évoquent leur relation avec Bourdieu. Ces chercheurs ne font pas tous l'objet d'un traitement dans cette auto-analyse par Bourdieu. Par exemple, Jean-Claude Passeron et Luc Boltanski y sont uniquement cités en tant que collaborateurs d'ouvrages avec Bourdieu (respectivement pour Le métier de sociologue et Un art moyen). Toutefois, dans un entretien à France Culture en 2016, Luc Boltanski affirme n'avoir « jamais accepté de participer à des critiques explicites de Bourdieu ».